# 津田寺
津田寺（つだじ）は、徳島県徳島市に位置する真言宗大覚寺派の寺院である。山号は海潮山。阿波秩父観音霊場26番札所。

## 歴史
津田山麓に位置し、町の氏神の側に建っている寺院であり、戦没者慰霊碑を境内に建てる。
本堂前には弘法大師の像が置き、阿波狸合戦に信義を重んじて戦死した本堂下に住んでいた権右ヱ門狸明神の社を建て入学試験に霊力を表すとある。津田寺のすぐ近くには阿波秩父観音霊場の第27番札所・松見庵があり、津田寺と同じ石垣の上にある。
境内にある大楠は徳島市指定保存樹木第8号に指定されている。

## 前後の札所
阿波秩父観音霊場
25 慈光寺 ---- 26 津田寺 ---- 27 松見庵

## 交通
- 徳島南部自動車道「徳島津田インターチェンジ」より車で約5分。
- JR「徳島駅」より車で約20分。